# Самакитка
Самакитка (Aconitum) (още аконит, трескавиче, вълче биле) е отровно растение. Научното му название Aconitum произлиза вероятно от планината Akonitos в Понт (Мала Азия). Там, според гръцката митология, Херакъл извежда триглавото куче Цербер от подземното царство на Хадес. От слюнката на Цербер пониква отровното растение аконит.
Листата на самакитката са дълбоко нарязани. Цветовете ѝ растат на високи класове и достигат височина около 1 m. Цъфти през юли – август.
Растението е едно от най-отровните в Европа и се използва рядко във фитотерапията заради ниския си терапевтичен индекс (малката разлика между терапевтична и токсична доза).
Има болковъзпиращо и антиревматично действие.
В България се срещат три вида: A. variegatum (синя самакитка), A. lycoctonum (жълта самакитка) и A. burnatii (бурнатова самакитка). Те растат в планинските райони, обикновено между 1000 и 2500 m н.в.

## Описание
Многогодишно тревисто растение с презимуващо коренище. От него излизат няколко прави и високи стъбла с височина до 1,5 m. с длановидни, тънко и високо врязани перести листа. Цветовете са наредени гроздовидно по горната част на стъблото. Цветът се състои от пет нееднакви, обикновено виолетови, рядко сини, червеникави или бели чашечни листа, най-големият от които е подобен на шлем. Коренът е месест, грудковиден. Всяка година се образува дъщерна грудка от майчината. Дъщерната грудка със спирането на вегетацията се изпълва с резервни вещества, докато майчината умира. Цъфти през юли – септември. Има медицинско приложение при следните показания:
- висока температура
- слънчево изгаряне, слънчев удар
- невралгии
- лицеви парализи
- безпокойство, безсъние
- сърцебиене, високо кръвно налягане

Произхожда от Средна и Южна Европа. Често използвано в озеленяването растение. Има много декоративен цъфтеж, започващ от средата на лятото и продължаващ до есента. Напълно зимоустойчиво за условията на България. Най-добре се развиват на полусянка, силното слънце е неблагоприятно за тях. Има нужда от добро подхранване. В периоди на суша се напоява. Дава и добър отрязан цвят. При работа с аконитум трябва да се има предвид, че е отровно растение.

## Размножаване
Чрез делене в края на есента или началото на пролетта.
Подходящи партньори: Арум, Астилбе, Хемерокалис.

## Отровност
Растението е смъртоносно, главно заради съдържащия се в него алкалоид аконитин. Отравянето се характеризира с гадене, повръщане, сърцебиене, смъртен страх, фатална аритмия.

## Митове и легенди
Латинското име на това растение е „Аконитум“ и неговите семена, листа и корени съдържат смъртоносната отрова аконитин, която забавя сърдечния ритъм и понижава кръвното налягане. Наричат я „вълче биле“, тъй като европейските селяни някога защитавали добитъка си от вълци, като оставяли месо, напоено с отровния сок на растението. Самакитката има и дълга магическа история. Според гръцката митология тя поникнала там, където земята била напоена от слюнката на триглавото куче Цербер. В началото на новата европейска история вярвали, че вещиците използват растението за отвари и като „мехлем за летене“. От него също правели любовни отвари. За жалост, тъй като трудно улучвали дозата, понякога възлюбените били пращани на оня свят.
Има легенди, в които хората ловували и убивали върколаци, използвайки вълче биле (самакитка).